# 今西晃
今西 晃（いまにし あきら、1920年11月27日 - 2007年3月29日）は日本の実業家。元丸美屋食品工業社長。

## 人物
岐阜県出身。旧制豊橋中学（のちの愛知県立時習館高等学校）を経て、旧制東京商科大学（のちの一橋大学）卒業。
1962年丸美屋食品工業入社。1966年に資金難に陥り三井物産と国内総代理店契約を締結し資金援助を受け、4年後に完済。ふりかけトップの丸美屋を、1978年にふりかけに参入した永谷園が追い上げてくる中、需要層の9割を占める中学生以下の子供向けに「Dr.スランプふりかけ」、「忍者ハットリくんふりかけ」、「ドラゴンボールふりかけ」のほか、大人向けふりかけ「是はうまい」、学校給食向け「いわしくん」などを販売し、首位攻防戦を展開する。1983年調味料「中華料理の素」の販売を開始。料理教室などを通じ、浸透をはかった。